# Cortinarius rubellus
cortinaire très élégant, Cortinarius speciosissimus
Espèce
Cortinarius rubellus, aussi connu sous le nom vernaculaire de cortinaire très élégant, est une espèce toxique de champignons basidiomycètes du genre Cortinarius dans la famille des cortinariacées.

## Synonymes et noms
Cortinarius speciosissimus Kühner & Romagn., (1953) le synonyme le plus courant pour cette espèce de champignon.
On le retrouve également via les synonymes : 
- Cortinarius orellanoides var. speciosissimus Consiglio, D.Antonini & M.Antonini, (2003)
- Cortinarius speciosus J.Favre, (1948)
- Cortinarius speciosissimus var. julii Moënne-Locc. & Reumaux, (1991)
- Cortinarius speciosissimus var. ochraceovelatus Moënne-Locc. & Reumaux, (1991)

### Noms vernaculaires
A l’instar de ses nombreux synonymes, Cortinarius rubellus est connus sous plusieurs noms vernaculaires. En plus de cortinaire très élégant, on compte ainsi :
- Cortinaire roux[3]
- Cortinaire très joli[4],[5]
- Cortinaire si joli[5]
- Cortinaire très remarquable[5]
- Cortinaire superbe[5],[6]

Il faut également prendre garde à la confusion entre cortinarius rubellus et cortinarius elegantissimus car ce dernier est parfois nommé cortinaire très élégant,.

## Description

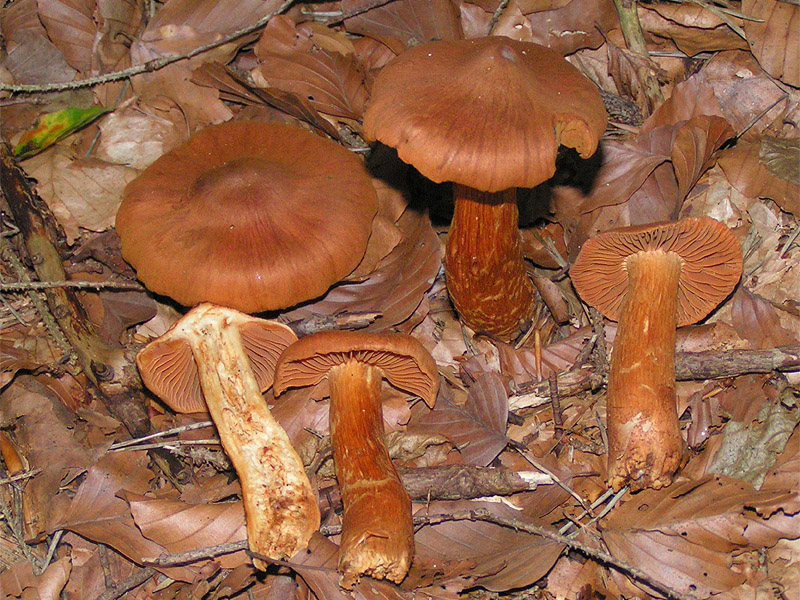
Exemplaires de cortinaires très élégants avec leurs lames

Le sporophore de ce champignon arbore une couleur généralement rouille mais pouvant varier de ocre brun à l'orangé.
Le chapeau mesure généralement entre 4 et 10 cm de diamètre. Il présente une texture pelucheuse. Il est de forme mamelonnée et convexe.
Le stipe mesure en moyenne entre 7 et 10 cm de haut. Il est de forme cylindrique, légèrement bulbeux à la base et peut parfois présenter de légère rayures horizontales,.
Les lames de ce cortinaires sont espacées et d'une couleur brune proche de la cannelle.
Ce champignon présente une chair de couleur jaune safran à l'odeur de rave.
Il fructifie entre la fin de l'été et l'automne.

## Habitat et répartition
Le cortinaire se développe souvent sous les conifères, comme les épicéas et parfois sous quelques feuillus comme les châtaignés. On le retrouve également dans la mousse humide, la sphaignes ou les pessières à myrtilles. Ce champignon apprécie les sols acides.
Cette espèce est présente dans une grande partie de l'Europe ainsi qu'en Asie, plus précisément en Russie, dans le nord de l'Inde, en Corée du Sud et au Japon. On peut également l'observer sur le continent nord-américain, au Canada ainsi qu'aux États-Unis.

## Toxicité
Pour un article plus général, voir Intoxication aux champignons.
Ce champignon à la toxicité importante est considéré comme potentiellement mortel. Il est impératif de s'abstenir de consommer cortinarius rubellus, quelle que soit la situation.

### Symptômes
Les symptômes, que ce champignon provoque, occasionnent le syndrome orellanien. Ils débutent environ 24 heures après l'ingestion, et évoluent après une à trois semaines en une insuffisance rénale aiguë,. Cette insuffisance rénale aiguë peut devenir chronique. Sans traitement, ce type d'intoxication peut occasionner la mort,.

## Espèces proches et confusions
Cortinarius rubellus peut être difficile à distinguer de cortinarius limonius, un champignon pouvant être mortel.
Il est également similaire au cortinaire couleur de rocou et au cortinarius orellanoïdes.
De manière générale cette espèce peut être confondue avec un certain nombre de cortinaires.